# Cameson
Der Cameson (auch als Camezon oder Camuson bezeichnet) ist ein kleiner Fluss in Frankreich, der  in der Region Okzitanien verläuft. Er entspringt knapp östlich des Ortes Castéron in der gleichnamigen Gemeinde, entwässert generell Richtung Nordnordost und mündet nach rund 23 Kilometern im Gemeindegebiet von Saint-Michel als linker Nebenfluss in den Ayroux, der selbst etwa 1,3 Kilometer weiter die Garonne erreicht. In seinem Mündungsabschnitt kreuzt der Cameson die Autobahn A62. Auf seinem gesamten Weg durchquert er die Départements Gers und Tarn-et-Garonne.

## Orte am Fluss
(Reihenfolge in Fließrichtung)
- Castéron
- Montgaillard
- Madamette, Gemeinde Marsac
- Balignac
- Puycardon, Gemeinde Puygaillard-de-Lomagne
- Poupas
- La Gravette, Gemeinde Lachapelle
- Saint-Jean-du-Bouzet
- Bazailles, Gemeinde Mansonville
- Bardigues
- La Ceste, Gemeinde Auvillar
- Candes, Gemeinde Saint-Michel